# Declaração de Berlim
A Declaração de Berlim de 5 de junho de 1945 é o primeiro de quatro documentos em que as principais potências aliadas que foram vitoriosas na Segunda Guerra Mundial estabeleceram os princípios de sua política alemã. Apenas um mês após a rendição incondicional da Wehrmacht e duas semanas após a prisão do último governo do Reich, Dönitz, os comandantes supremos das quatro potências vitoriosas declararam que assumiriam o poder supremo do governo na Alemanha em virtude da lei de ocupação. Isso incluía os poderes de Governo, o Alto Comando da Wehrmacht e os governos, administrações e autoridades dos estados, cidades e municípios. Eles formaram o Conselho de Controle Aliado para exercer conjuntamente o poder do governo. As demandas foram formuladas em quinze artigos que foram impostos à Alemanha e tiveram que ser atendidos imediatamente.

## Antecedentes
A Declaração de Berlim foi baseada na decisão correspondente dos Aliados na Conferência de Yalta. As outras declarações também foram tornadas obrigatórias em Yalta por uma instituição inter-aliada, a Comissão Consultiva Europeia, e continham diretrizes para a ação dos Aliados na Alemanha ocupada. Eles foram complementados por um acordo entre aliados sobre a participação francesa.

## Termos
O preâmbulo da declaração afirmava tanto a responsabilidade alemã pela guerra quanto a completa extinção legal da Alemanha nazista em consequência da rendição incondicional de todas as forças armadas alemãs e da total ausência de qualquer autoridade do governo central alemão. No entanto, o texto dos artigos da Declaração manteve, em vários lugares, a continuidade da existência de um povo e território nacional alemão, que, para os fins da Declaração, foi considerado como definido em 31 de dezembro 1937 (após o referendo de Saar de 1935 e antes do Anschluss de 1938), sob reserva das quatro potências signatárias também afirmarem a sua autoridade para determinar as futuras fronteiras da Alemanha. Essa autoridade reivindicada para determinar os limites da Alemanha seria em breve exercida na incorporação de territórios orientais na Polônia e na União Soviética e na criação de curta duração do Protetorado do Sarreno oeste. O preâmbulo também confirmava os quatro representantes nomeados dos Governos dos Estados Unidos da América, da União das Repúblicas Socialistas Soviéticas e do Reino Unido e do Governo Provisório da República Francesa como os "Representantes Aliados", que a partir de então exerceriam o poder supremo. autoridade civil e militar dentro do território alemão e sobre as antigas forças alemãs. Caso contrário, o texto da declaração foi aquele preparado, mas não eventualmente usado no Instrumento de Rendição Alemão de 8 de maio de 1945, na forma previamente acordada pela Comissão Consultiva Europeia, mas não incluindo a cláusula de desmembramento proposta, foi adicionado à entrega acordada instrumento em Yalta.
Os Aliados afirmaram que sua assunção de poderes soberanos dentro da Alemanha não afetaria sua anexação. A declaração consistia em 15 artigos, os oito primeiros tratando da capitulação das forças armadas alemãs e da entrega aos Aliados de equipamentos militares e ativos de inteligência. Em julho de 1945, essas ações haviam sido amplamente concluídas.
Os artigos-chave para o futuro governo da Alemanha eram, portanto, o Artigo 11, que previa a prisão e julgamento pelos Aliados de líderes nazistas e outros suspeitos de crimes de guerra, e o Artigo 13, que dava autoridade quase irrestrita às Potências Aliadas para direcionar civis alemães, estruturas econômicas e jurídicas nas zonas sob seu controle. Esse artigo foi amplamente aplicado para efetuar a desnazificação de instituições públicas e empresas econômicas em todos os níveis da sociedade alemã, para extrair reparações e na zona soviética também para efetuar um grande programa de reforma agrária redistribuindo terras rurais expropriadas de grandes propriedades antes da guerra.

## Signatários
A declaração foi assinada pelos comandantes-chefes aliados:
- Georgy Zhukov para a União Soviética
- Dwight D. Eisenhower para os Estados Unidos
- Bernard Montgomery para o Reino Unido
- Jean de Lattre de Tassigny para a França